# Agata Hołdyk
Agata Hołdyk – polska pianistka, adiunkt w Instytucie Muzyki w Cieszynie na Wydziale Artystycznym Uniwersytetu Śląskiego w Katowicach.

## Wykształcenie
Naukę gry na fortepianie rozpoczęła w wieku 9 lat. Państwową Podstawową Szkołę Muzyczną im. Stanisława Moniuszki w Katowicach oraz Państwowe Liceum Muzyczne im. Karola Szymanowskiego w Katowicach ukończyła z wyróżnieniem w klasie fortepianu Marii Wróbel-Zegalskiej. Jest absolwentką Akademii Muzycznej im. Karola Szymanowskiego w Katowicach w klasie fortepianu prof. Andrzeja Jasińskiego. Tam też ukończyła klasę kameralistyki u prof. Reginy Strokosz-Michalak.
W 2003 roku odbyła staż w Uniwersität für Musik und darstellende Kunst w Grazu w Austrii, doskonaląc umiejętności pianistyczne u prof. Alexandra Satza oraz studiując w klasie kameralistyki u profesora Jontscho Bayrova.
Ukończyła studia podyplomowe (2009) w Akademii Muzycznej im. K.Szymanowskiego w Katowicach na kierunku instrumentalistyka w zakresie gry na fortepianie w klasie prof. Andrzeja Jasińskiego. W listopadzie 2013 roku obroniła dysertację doktorską, której promotorem był Andrzej Jasiński.

## Działalność dydaktyczna
Od 2003 do 2016 związana z Instytutem Muzyki Akademii im. Jana Długosza w Częstochowie. W latach 2005–2016 pracowała także w Zespole Szkół Muzycznych im. W.Kilara w Katowicach, gdzie uzyskała stopień nauczyciela dyplomowanego. Od 2016 roku pracuje w Instytucie Muzyki na Wydziale Artystycznym Uniwersytetu Śląskiego w Katowicach.

## Najważniejsze osiągnięcia
Jest laureatką wielu konkursów ogólnopolskich i międzynarodowych, m.in. V miejsca na XXI Międzynarodowym Konkursie Pianistycznym w Marsali (Włochy), I miejsca w III Śląskim Konkursie Pianistycznym w Zabrzu oraz II miejsca na VI Międzynarodowym Konkursie Pianistycznym im. Miłosza Magina w Paryżu. Jest stypendystką Ministra Kultury i Sztuki. Członek jury Międzynarodowego Konkursu Pianistycznego w Zgorzelcu i Görlitz oraz Ogólnopolskiego Konkursu Duetów Fortepianowych w Jeleniej Górze.
Koncertuje jako solistka i kameralistka w Polsce i za granicą (Niemcy, Austria, Francja, Włochy, Czechy, Ukraina, Norwegia, Dania, Wielka Brytania, Irlandia). Od kilku lat łączy też pasję pianistyczną z konferansjerką grając i prowadząc wydarzenia artystyczne organizowane przez instytucje publiczne i prywatne.
Od 2009 wraz z Aleksandrą Hałat współtworzy duet fortepianowy AHHA PIANO DUO, który zdobył m.in. II miejsce na Międzynarodowym Konkursie Pianistycznym Bradshaw & Buono w Nowym Jorku (konkurs nagrań) oraz wyróżnienie na XI Międzynarodowych Konkursie Pianistycznym „Concours Grieg” w Oslo.
Nagrała dwie płyty: solową z utworami Clary Schumann „Clara & Robert Schumann” oraz w duecie AHHA PIANO DUO „Our World Of Four Hands”.